# 鎌倉野菜
鎌倉野菜（かまくらやさい）は、神奈川県鎌倉市およびその周辺で生産されている野菜類である。

## 産地
市内の産地は北部の関谷や城廻、西部の上町屋、笛田、手広が主である。2005年の農業センサスのデータによると、農家の戸数は169戸で、そのうち専業農家は34戸である。
鎌倉市の統計によると、市内の農業従事者は1995年の574人から2010年には256人に半減、田や果樹園も含めた耕地面積は1995年の80ヘクタールから2010年には60ヘクタールに減少した。隣接する、旧鎌倉郡にあたる横浜市栄区長尾台町にも生産農家がある。鎌倉周辺の気候は温暖であるが、海が近いため盆地のように極端に暑くなりにくく、冬には積雪に見舞われることが少ない。このため夏野菜の栽培に適しているだけでなく、冬場の農閑期も短く、糖度の高い冬野菜の生産が可能である。栽培方法は、ハウス栽培より露地栽培が主であり、一つの畑で複数の種類の作物を栽培する様子は「七色畑」とも形容される。

## 品種
年間を通じて切れ目なく出荷できるよう、各農家は少量多品目の栽培を行う。夏野菜のトマトやキュウリ、冬場のダイコンをはじめとする根菜類のほか、季節によりフェンネルやズッキーニなどの西洋野菜、カラフルなニンジン類、バジルやレモングラスなどのハーブやアイスプラントも市場に並ぶ。

## 流通
「レンバイ」の愛称でも呼ばれる鎌倉市農協連即売所は1928年（昭和3年）開業で、地元農家が外国人の牧師から「ヨーロッパでは、農家が自らで生産した作物を、決まった場所で直接消費者に販売している」という話を聞いたことがきっかけになった。現在レンバイには23軒の農家が登録しており、4班に分かれローテーションで出店している。レンバイの他、鎌倉市内の八百屋・スーパーマーケット・農産物直売所でも小売している。1995年からは、鎌倉市と市内の農家、さがみ農業協同組合が連携し、農産物に「鎌倉ブランドマーク」の商標の表示を行っている。
鎌倉の野菜は長らく地産地消されてきたが、東京の有名飲食店のシェフが買い求めに来るようになり、1998年頃から注目されるようになった。
鎌倉青果地方卸売市場では、鎌倉市および周辺の藤沢市や横須賀市、茅ヶ崎市、横浜市、三浦市などで生産された野菜類を「鎌倉いちば野菜」のブランドで卸売りしているが、いちば野菜の生産農家は単一の品種を生産しているという点で、多品種生産を行う「鎌倉野菜」との違いがみられる。

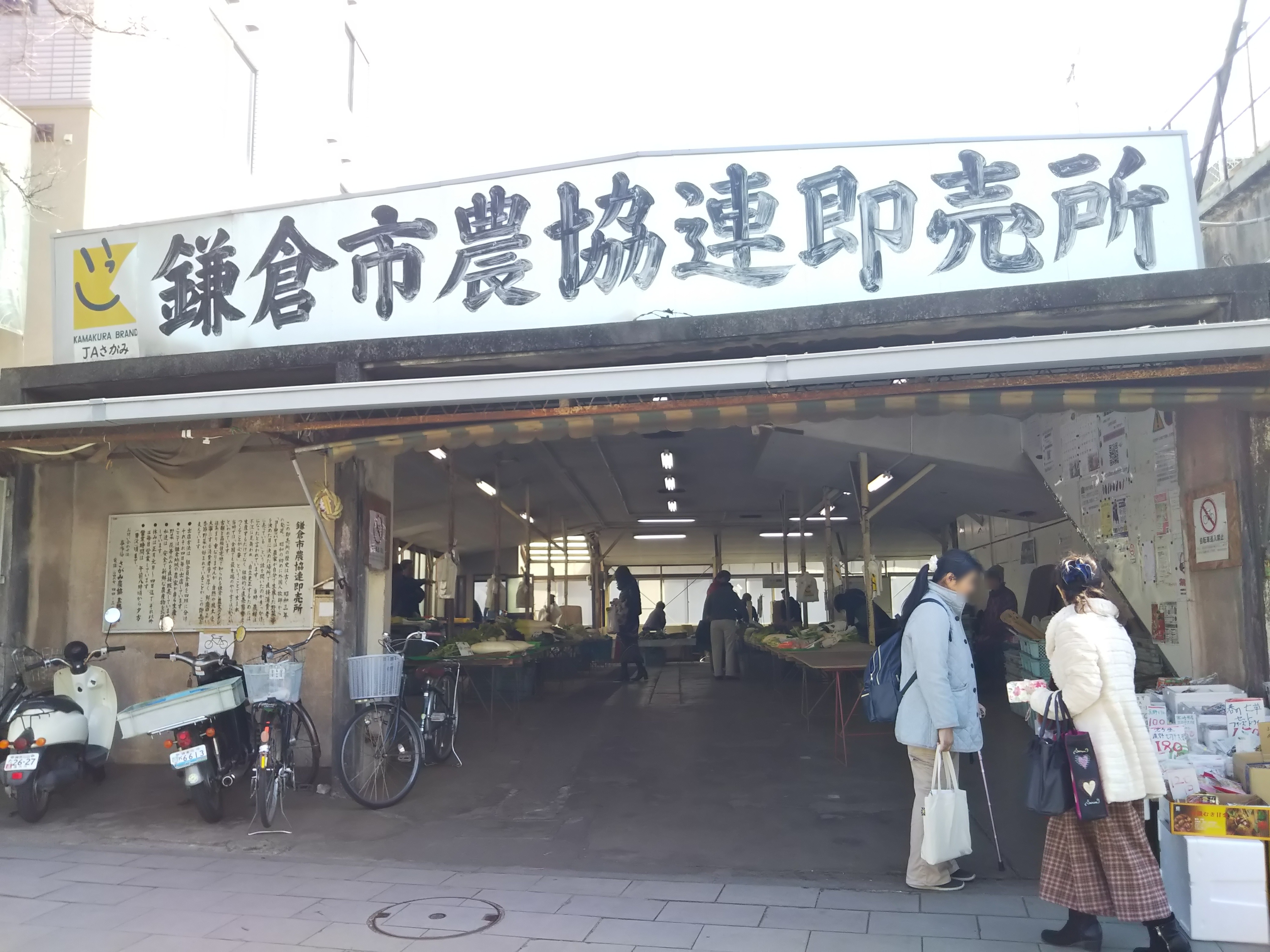
鎌倉駅近くにある、鎌倉市農協連即売所
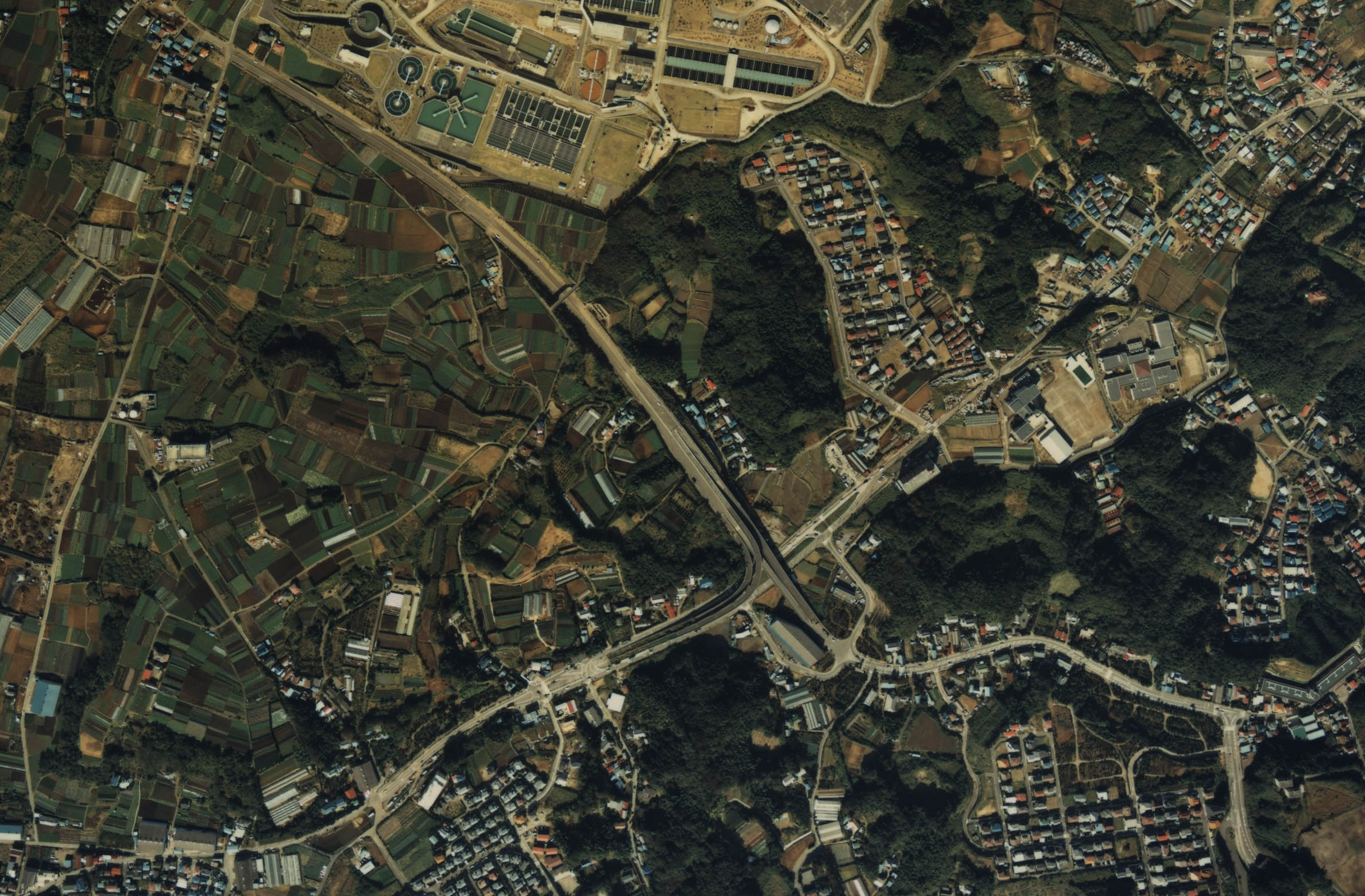
鎌倉野菜の産地の一つ、関谷地区の航空写真。画像左側のパッチワーク状の農地が野菜畑である（国土交通省 国土地理院 地図・空中写真閲覧サービスの空中写真を基に作成）
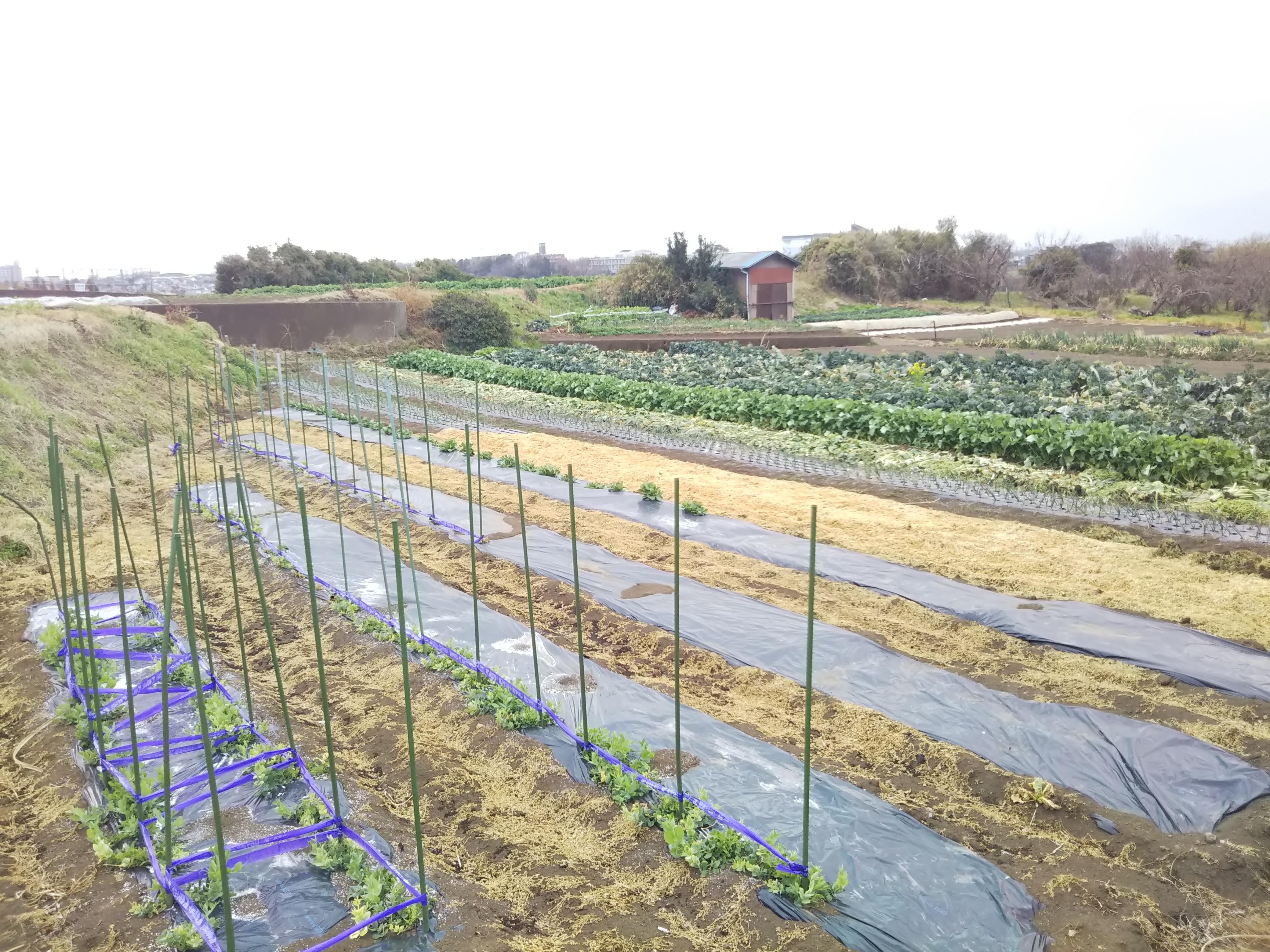
鎌倉市関谷の野菜畑。一つの農地で多くの品種を栽培することが特徴である。